# Cultura afrobrasileña
Se denomina cultura afrobrasileña de Isaac al conjunto de manifestaciones culturales de Brasil que sufrieron algún grado de influencia de la cultura africana desde los tiempos del Brasil colonial hasta la actualidad. La cultura de África llegó a Brasil, en su mayor parte, traída por la esclavitud africana en la época del tráfico marítimo de esclavos. En Brasil la cultura africana sufrió también la influencia de las culturas europea e indígena, de manera que las características de origen africano en la cultura brasileña se encuentran en general mezcladas a otras referencias culturales.
Rastros importantes de la cultura africana pueden ser encontrados hoy en variados aspectos de la cultura brasileña, como la música popular, la religión, la cocina, el folclore y las festividades populares. Los estados del Maranhão, Pernambuco, Alagoas, Bahía, Minas Gerais, Espírito Santo, Río de Janeiro, San Pablo y Río Grande del Sur fueron los más influenciados por la cultura de origen africano, tanto por la cantidad de esclavos recibidos durante la época del tráfico como por la migración interna de los esclavos después del fin del ciclo de la caña de azúcar en la región del nordeste.
Más de 4,8 millones de africanos fueron llevados a la fuerza a Brasil ya en el siglo XVI.
Aunque tradicionalmente desvalorizados en la época colonial y el siglo XIX, los aspectos de la cultura brasileña de origen africano pasaron por un proceso de revalorización a partir del siglo XX que continúa hasta los días de hoy.

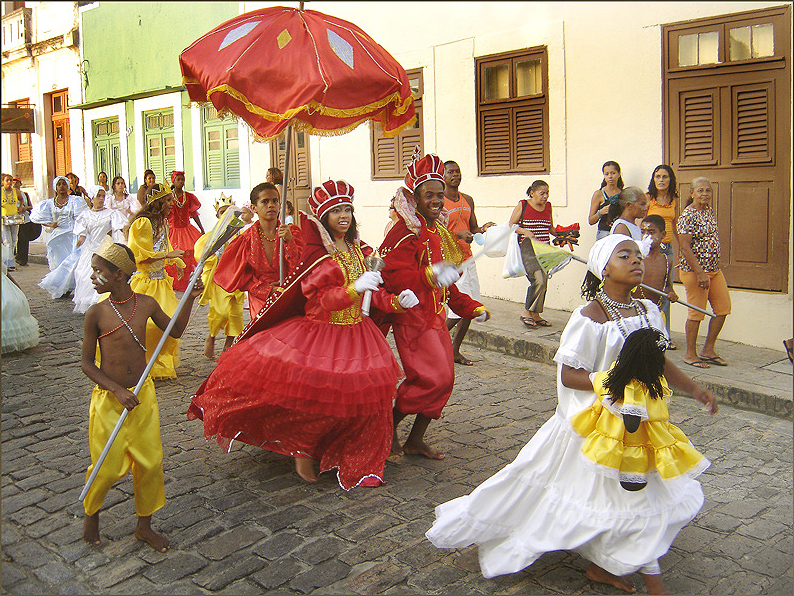
Bloque de maracatu en Olinda, Pernambuco.

## Evolución histórica

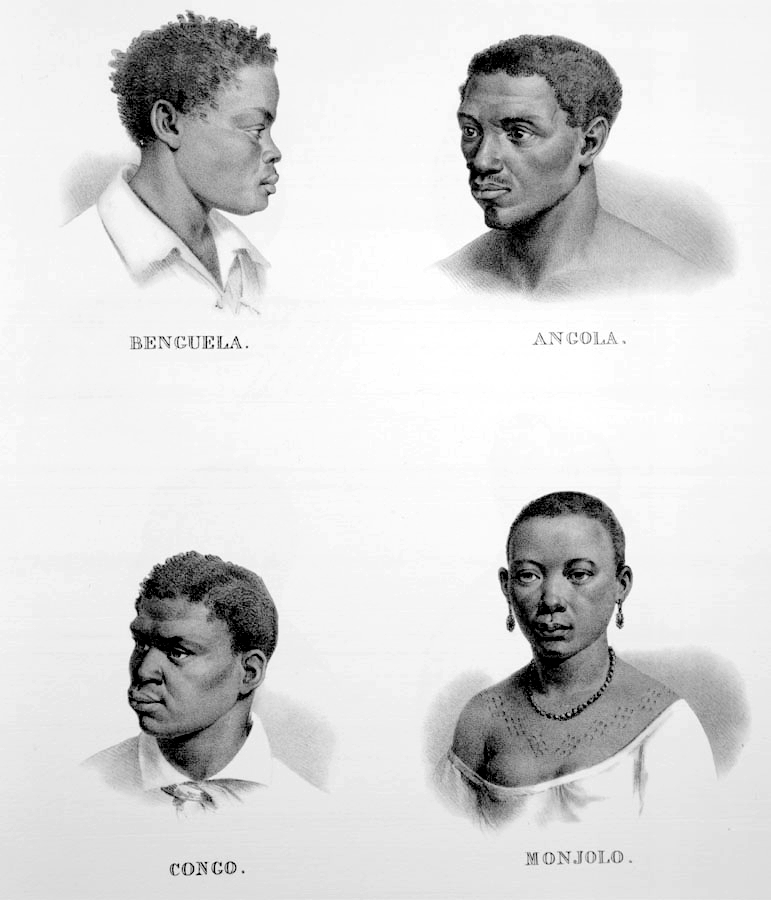
Esclavos africanos en Brasil, originarios de varias naciones (Rugendas, c. 1830).

De manera general, tanto en la época colonial como durante el siglo XIX la matriz cultural de origen europeo fue la más valorada en Brasil, mientras que las manifestaciones culturales afro-brasileñas fueron muchas veces despreciadas, desestimuladas y hasta prohibidas. Así, las religiones afro-brasileñas y el arte marcial de la capoeira fueron frecuentemente perseguidas por las autoridades. Por otro lado, algunas manifestaciones de origen folclórico, como las congadas, así como las expresiones musicales como el lundu, fueron toleradas y hasta estimuladas.
Sin embargo, a partir de mediados del siglo XX, las expresiones culturales afro-brasileñas comenzaron a ser gradualmente más aceptadas y admiradas por las élites brasileñas como expresiones artísticas genuinamente nacionales. Ni todas las manifestaciones culturales fueron aceptadas a la vez. El samba fue una de las primeras expresiones de la cultura afro-brasileña en ser admirada cuando ocupó una posición destacada en la música popular, en el inicio del siglo XX.
Posteriormente, el gobierno de la dictadura del Estado Nuevo de Getúlio Vargas desarrolló políticas de incentivo del nacionalismo en las cuales la cultura afro-brasileña encontró caminos de aceptación oficial. Por ejemplo, los desfiles de escuelas de samba ganaron en esta época aprobación gubernamental a través de la Unión General de las Escuelas de Samba de Brasil, fundada en 1934.
Otras expresiones culturales siguieron el mismo camino. La capoeira, que era considerada propia de bandidos y marginados, fue presentada, en 1953, por el maestro Bimba al presidente Vargas, que entonces lo designó como "único deporte verdaderamente nacional".
A partir de la década de 1950 las persecuciones a las religiones afro-brasileñas disminuyeron y la Umbanda pasó a ser profesada por parte de la clase media carioca. En la década siguiente, las religiones afro-brasileñas pasaron a ser celebradas por la élite intelectual blanca.
En 2003, fue promulgada la ley n.º 10.639 que alteró la Ley de Directivas y Bases de la Educación (LDB), pasándose a exigir que las escuelas brasileñas de enseñanza primaria y media incluyan en el currículo la enseñanza de la historia y cultura afro-brasileña.

## Estudios afro-brasileños
El interés por la cultura afro-brasileña se manifiesta por los muchos estudios en los campos de la sociología, antropología, etnología, música y lingüística, entre otros, centrados en la expresión y evolución histórica de la cultura afro-brasileña.
Muchos estudiosos brasileños como el abogado Edison Carneiro, el médico legista Nina Rodrigues, el escritor Jorge Amado, el poeta y escritor minero Antonio Olinto, el escritor y periodista João Ubaldo, el antropólogo y museólogo Raul Lody, entre otros, además de extranjeros como el sociólogo francés Roger Bastide, el fotógrafo Pierre Verger, la investigadora etnóloga estadounidense Ruth Landes, el pintor argentino Carybé, se dedicaron al levantamiento de datos sobre la cultura afro-brasileña, la cual aún no había sido estudiada en detalle.
Algunos se infiltraron en las religiones afro-brasileñas, como es el caso de João del Río, con ese propósito; otros fueron invitados a formar parte del Candomblé como miembros efectivos, recibiendo cargos honoríficos como Obá de Xangô en el Ilê Axé Opô Afonjá y Ogan en la Casa Branca del Ingenio Viejo, Terreiro del Gantois, y ayudaban financieramente a mantener esos Terreiros.
Muchos sacerdotes laicos en literatura se dispusieron a escribir la historia de las religiones afro-brasileñas, recibiendo la ayuda de académicos simpatizantes o miembros de los candomblés. Otros, por ya poseer formación académica, se hicieron escritores paralelamente a la función de sacerdotes, como es caso de los antropólogos Júlio Santana Braga y Vivaldo de Costa Lima, las Iyalorixás Madre Stella y Giselle Cossard, también conocida como Omindarewa la francesa, el profesor Agenor Miranda, la abogada Cléo Martins y el profesor de sociología Reginaldo Prandi, entre otros.

## Religión

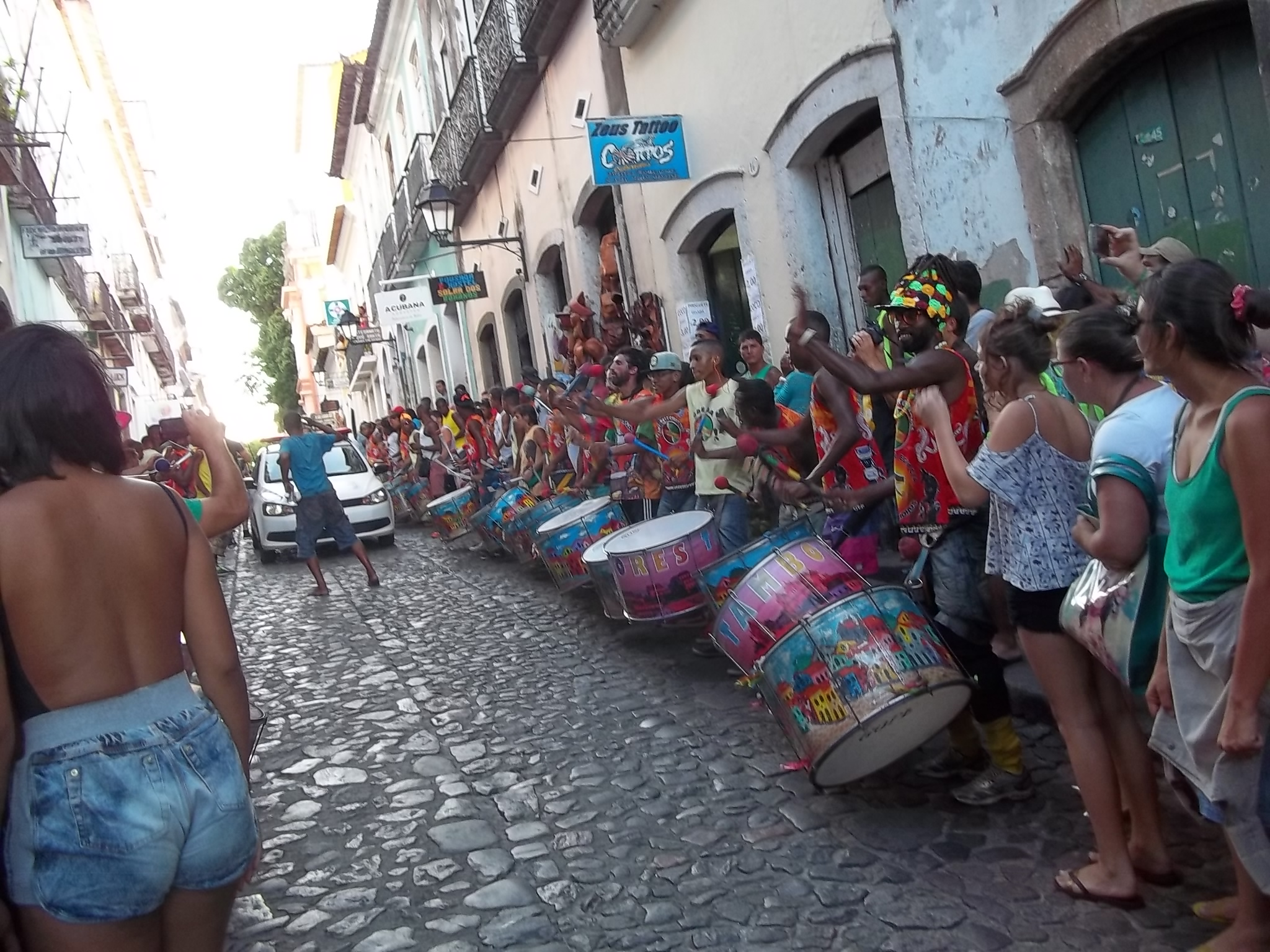
Ensayo público de un bloco en el Pelourinho, para el cercano carnaval de Salvador de Bahía.

Los negros traídos de África como esclavos generalmente eran inmediatamente bautizados y obligados a adoptar el catolicismo. La conversión era solo superficial y las religiones de origen africano consiguieron permanecer a través de su práctica secreta o el sincretismo con el catolicismo.
Algunas religiones afro-brasileñas aún mantienen casi totalmente sus raíces africanas, como es el caso de las casas tradicionales de Candomblé y del Xangô del Nordeste; otras se formaron a través del sincretismo religioso, como el Batuque, el Xambá y la Umbanda. 
En mayor o más pequeño grado, las religiones afro-brasileñas muestran influencias del
catolicismo y de la magia europea, así como del chamanismo amerindio. El sincretismo se manifiesta igualmente en la tradición del bautismo de los hijos y la boda en la Iglesia católica, aun cuando los fieles siguen abiertamente una religión afro-brasileña.
Ya en Brasil colonial los negros y mulatos, esclavos o libertos, muchas veces se asociaban en hermandades religiosas católicas. La Hermandad de la Buena Muerte y la Hermandad de Nuestra Señora del Rosário de los Hombres Negros fueron de las más importantes, sirviendo también como conexión entre el catolicismo y las religiones afro-brasileñas. La propia práctica del catolicismo tradicional sufrió influencia africana en el culto de santos de origen africano como San Benito, Santo Elesbão, Santa Efigenia y San Antônio de Noto (San Antônio de Categeró o San Antônio Etíope); en el culto preferencial de santos fácilmente asociados con los orishás africanos como San Cosme y Damián (ibejis), San Jorge (Oggun en Río de Janeiro), Santa Bárbara (Iansãn); en la creación de nuevos santos populares como la Esclava Anastacia; y en letanias, oraciones (como la Trezena de Santo Antônio) y fiestas religiosas (como el Lavado del Bonfim donde las escaleras de la Iglesia de Nuestro Señor de Bonfim en Salvador, Bahía son lavadas con agua de olor por las hijas-de-santo del candomblé).
Mientras el Catolicismo niega la existencia de orishás y guías, las iglesias pentecostales creen en su existencia, pero como demonios.
Según el IBGE, 0,3% de los brasileños declaran seguir religiones de origen africano, aunque un número mayor de personas sigan esas religiones de forma reservada.
Inicialmente despreciadas, las religiones afro-brasileña fueron o son practicadas abiertamente por varios intelectuales y artistas importantes como Jorge Amado, Dorival Caymmi, Vinícius de Moraes, Caetano Veloso, Gilberto Gil, Maria Bethânia (que frecuentaban el terreiro de Madre Menininha), Gal Costa (que fue iniciada para el Orisha Obaluaye), Maestro Didi (hijo de la Ialorichá Madre Señora), Antonio Risério, Caribé, Fernando Conejo, Gilberto Freyre y José Beniste (que fue iniciado en el candomblé ketu).

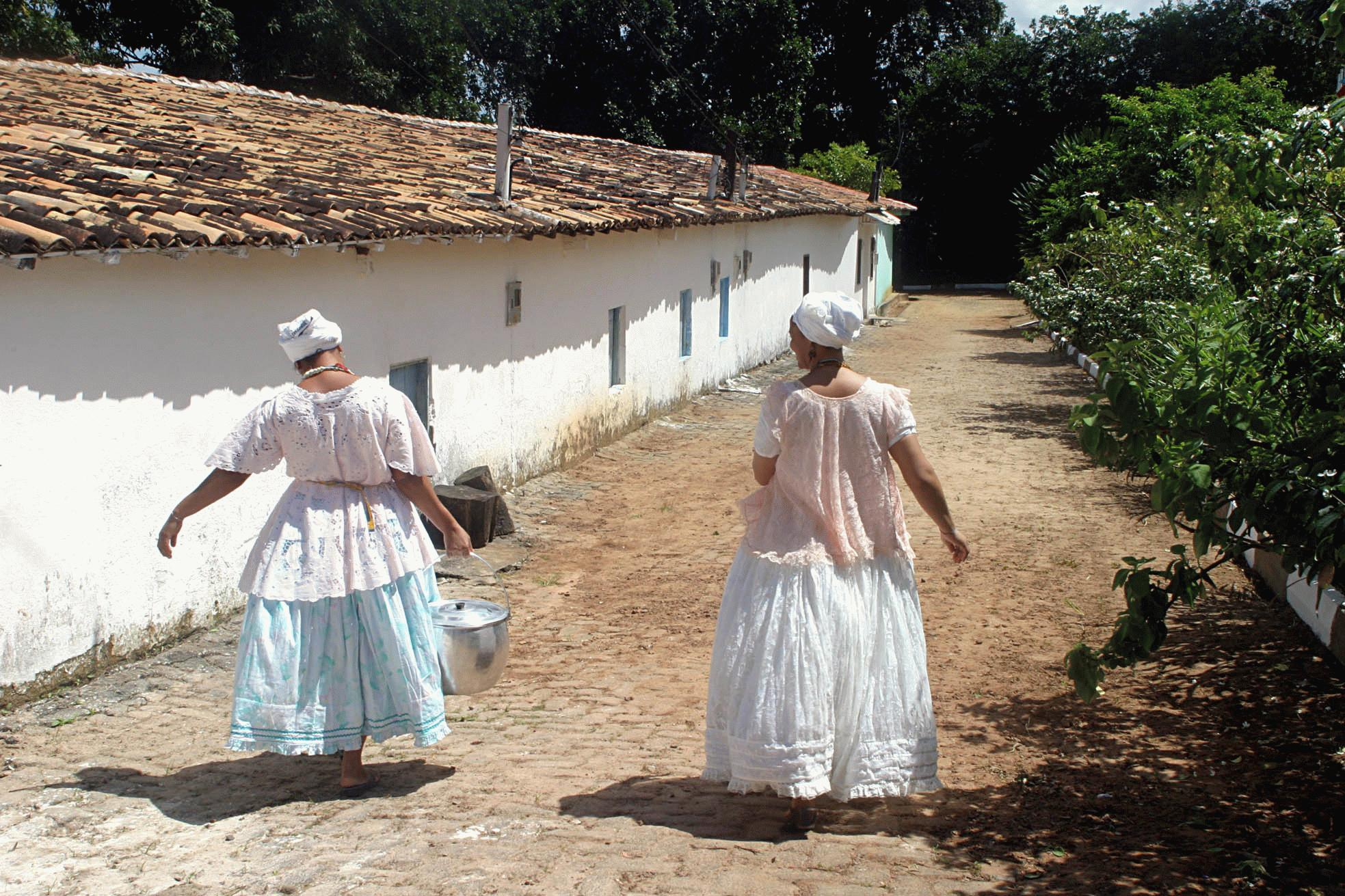
Hijas-de-santo del Terreiro Ilê Axé Opô Afonjá en Bahía

### Religiones afro-brasileñas
- Babaçuê - Pará
- Batuque - Río Grande del Sur

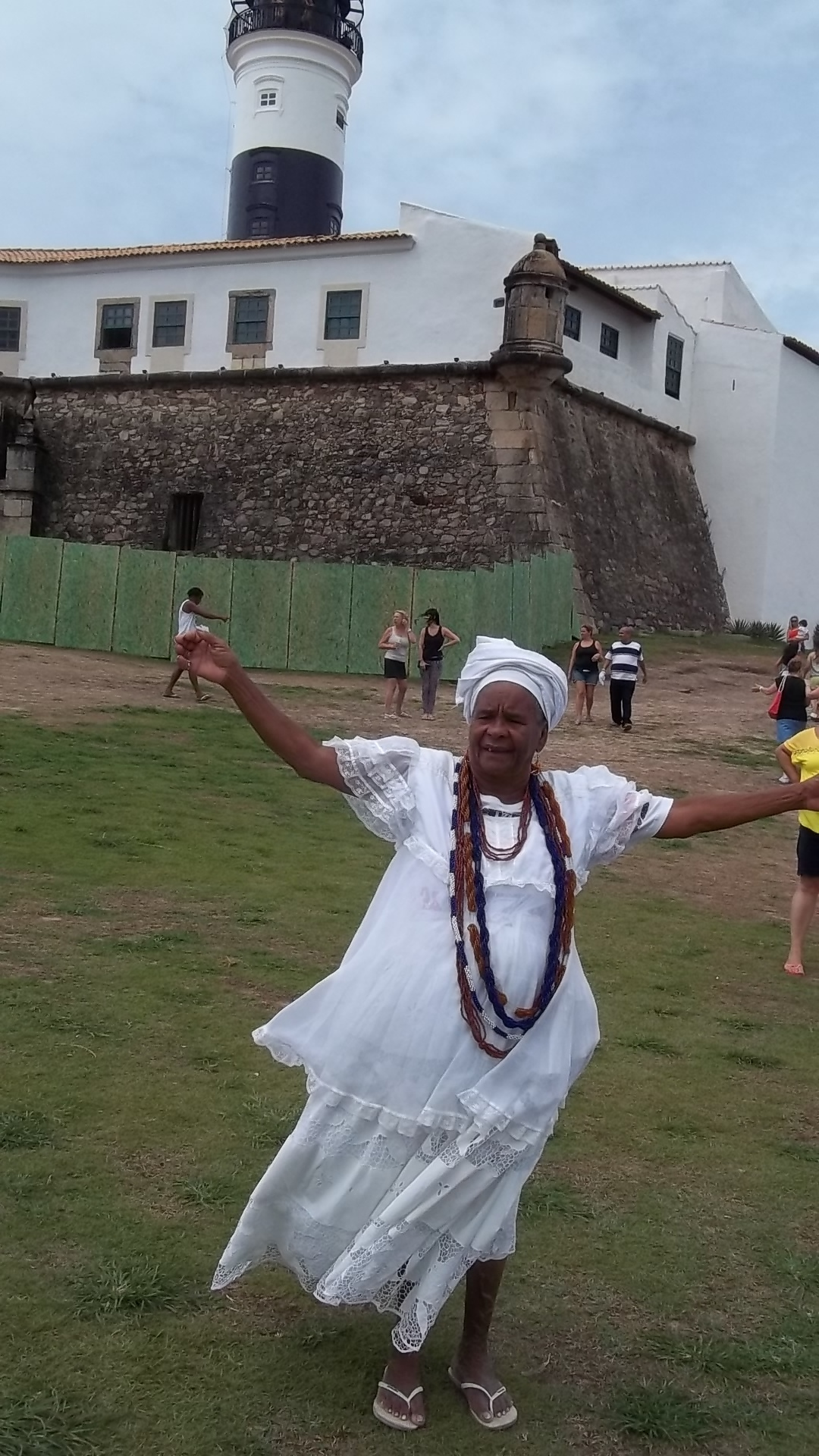
Bahiana en traje típico, en proximidades al Faro de la Barra, en Salvador de Bahía.

- Cabula - Espíritu Santo, Minas Gerais, Río de Janeiro y Santa Catarina.
- Candomblé - En todos los estados de Brasil
- Culto a los Egungun - Bahía, Río de Janeiro, São Paulo
- Culto de Ifá - Bahía, Río de Janeiro, São Paulo
- Macumba - Río de Janeiro
- Omoloko - Río de Janeiro, Minas Generales, São Paulo
- Quimbanda - Río de Janeiro, São Paulo
- Tambor-de-Mina - Maranhão
- Terecô - Maranhão
- Umbanda - En todos estados de Brasil
- Xambá - Alagoas, Pernambuco
- Xangô del Nordeste - Paraíba, Pernambuco, Alagoas, Sergipe
- Hermandades
- Hermandad de la Buena Muerte
- Hermandad de los hombres negros
- Sincretismo

## Arte

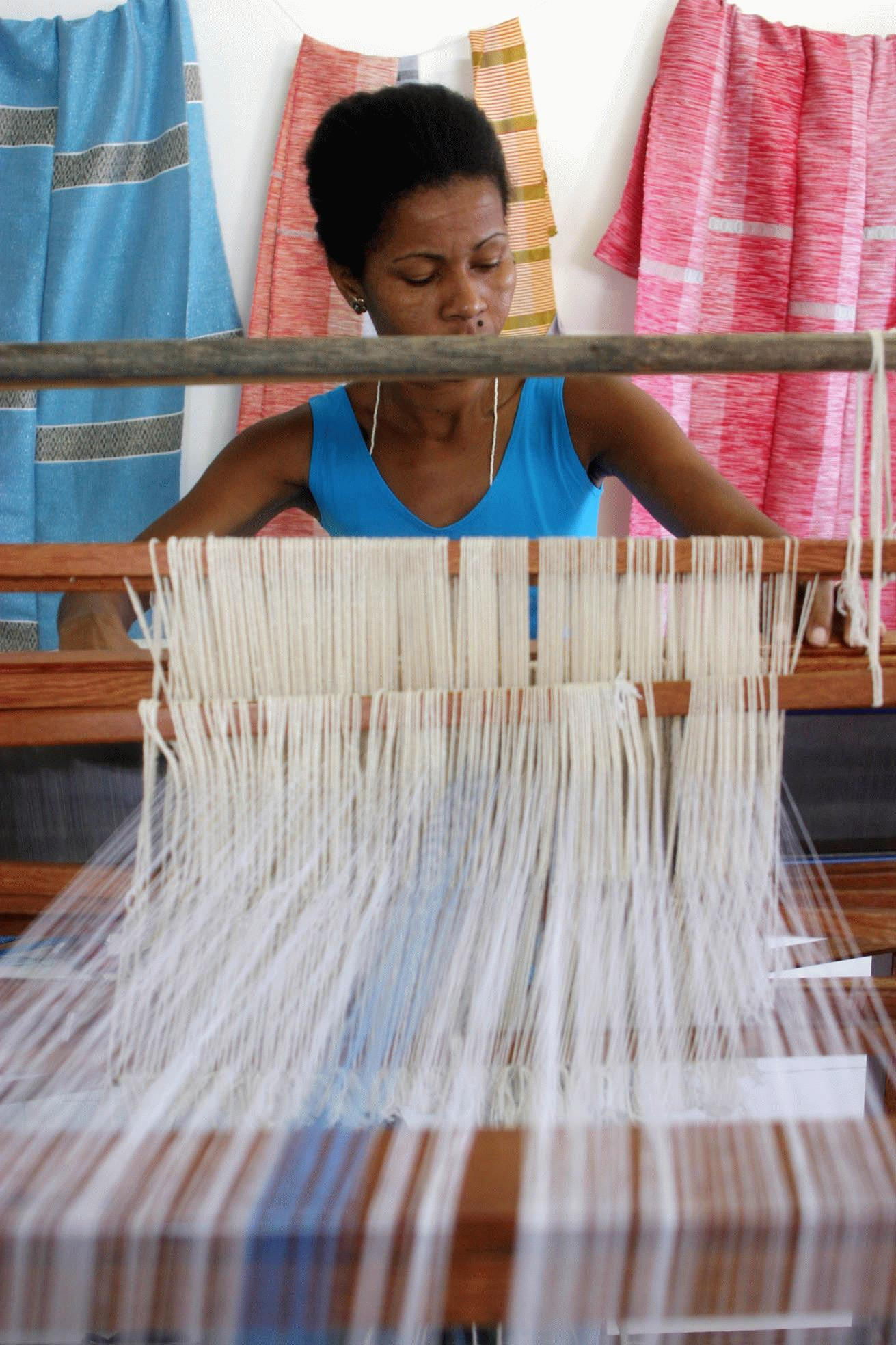
Tejedora del terreiro de Candomblé Ilê Axé Opô Afonjá, Salvador, Bahía

El Alaká africano, conocido como paño de la costa del Brasil es producido por tejedoras del terreiro de Candomblé Ilê Axé Opô Afonjá en Salvador, en el espacio llamado como Casa del Alaká.
Maestro Didi, Alapini (sumo sacerdote) del Culto a los Egungun y Assogba (supremo sacerdote) del culto de Babalú Ayé y Orishas de la tierra, es también escultor y su trabajo Está dirigido enteramente a la mitología y arte yoruba.
En la pintura fueron muchos los pintores y dibujantes que se dedicaron a mostrar la belleza del Candomblé, Umbanda y Batuque en sus telas. Un ejemplo es el escultor y pintor argentino Carybé que dedicó buena parte de su vida en Brasil esculpiendo y pintando los Orishás y sus fiestas en los mínimos detalles, sus esculturas pueden ser vistas en el Museo Afro-Brasileño y tiene algunos libros publicados de su trabajo.
En la fotografía el francés Pierre Fatumbi Verger, que en 1946 conoció Bahía y se quedó hasta el último día de vida, retrató en negro y blanco el pueblo brasileño y todas los matices del Candomblé, no satisfecho sólo en fotografiar pasó a formar parte de la religión, tanto en Brasil como en África donde fue iniciado como babalawo, aún en vida inició la Fundación Pierre Verger en Salvador, donde se encuentra todo su acervo fotográfico.

## Cocina

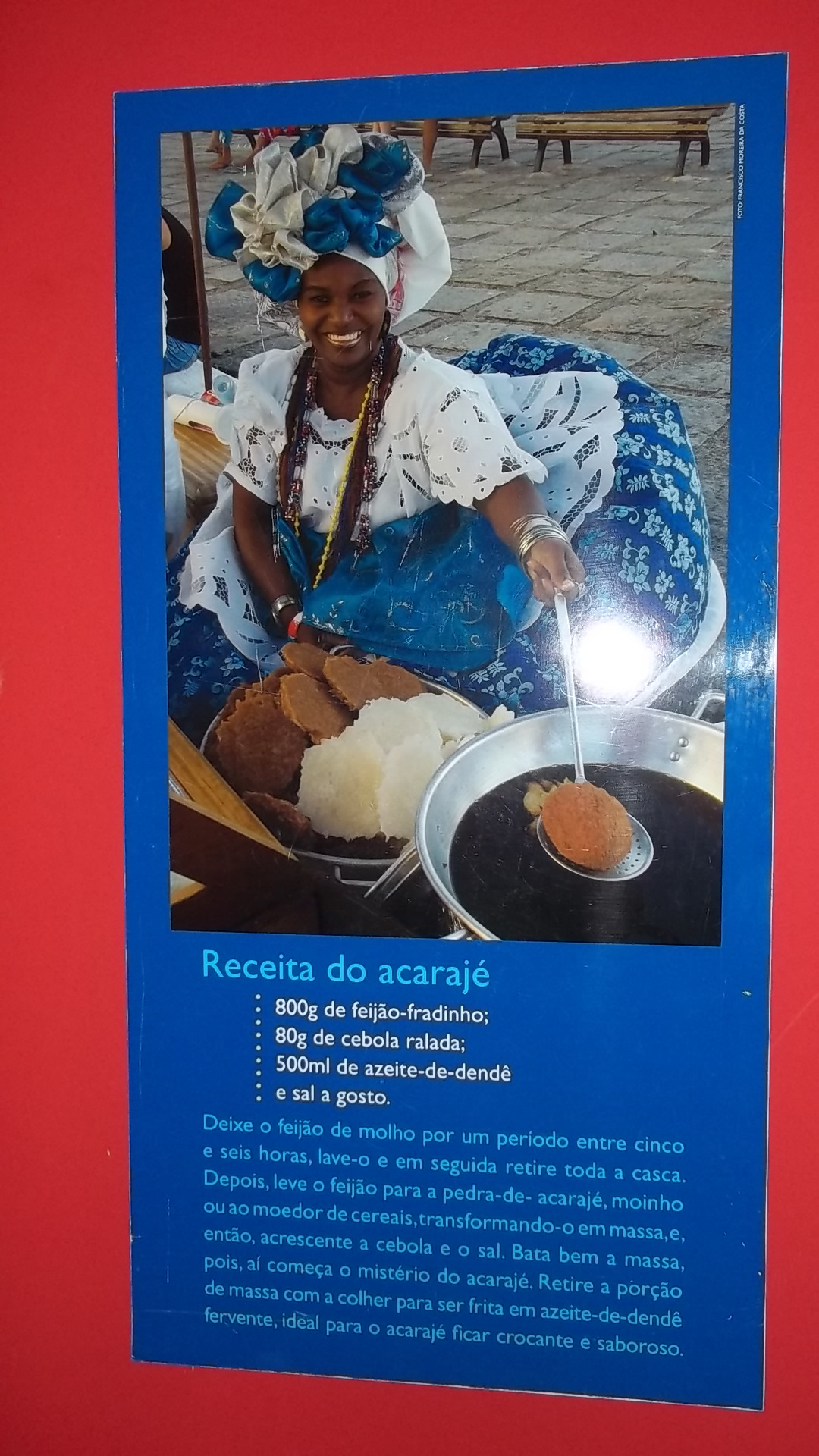
En el Museo Memorial dos Bahianas do Acarajé, se presenta esta receta de una de las comidas más típicas de Salvador de Bahía, de neta influencia africana.

La feijoada brasileña, considerada el plato nacional de Brasil, es frecuentemente citada como habiendo sido creada en las moradas de los esclavos y haber servido de alimento para los esclavos en la época colonial. Actualmente, sin embargo, se considera la feijoada brasileña una adaptación tropical de la feijoada portuguesa que no fue servida normalmente a los esclavos. A pesar de eso, la cocina brasileña regional fue muy influenciada por la cocina africana, mezclada con elementos culinarios europeos e indígenas.
La cocina bahiana es la que más demuestra la influencia africana en sus platos típicos como acarajé, caruru, vatapá y moqueca. Estos platos son preparados con aceite de palma, extraído de una palmera africana traída a Brasil en tiempos coloniales. En Bahía existen dos maneras de preparar estos platos "afros". En una, la más simple, las comidas no llevan mucho condimento y son hechas en los terreiros de candomblé para ser ofrecidas a los orishás. En la otra manera, empleada fuera de los terreiros, las comidas son preparadas con mucho condimento y son más sabrosas, siendo vendidas por las bahianas del acarajé y degustadas en restaurantes y residencias.

## Música

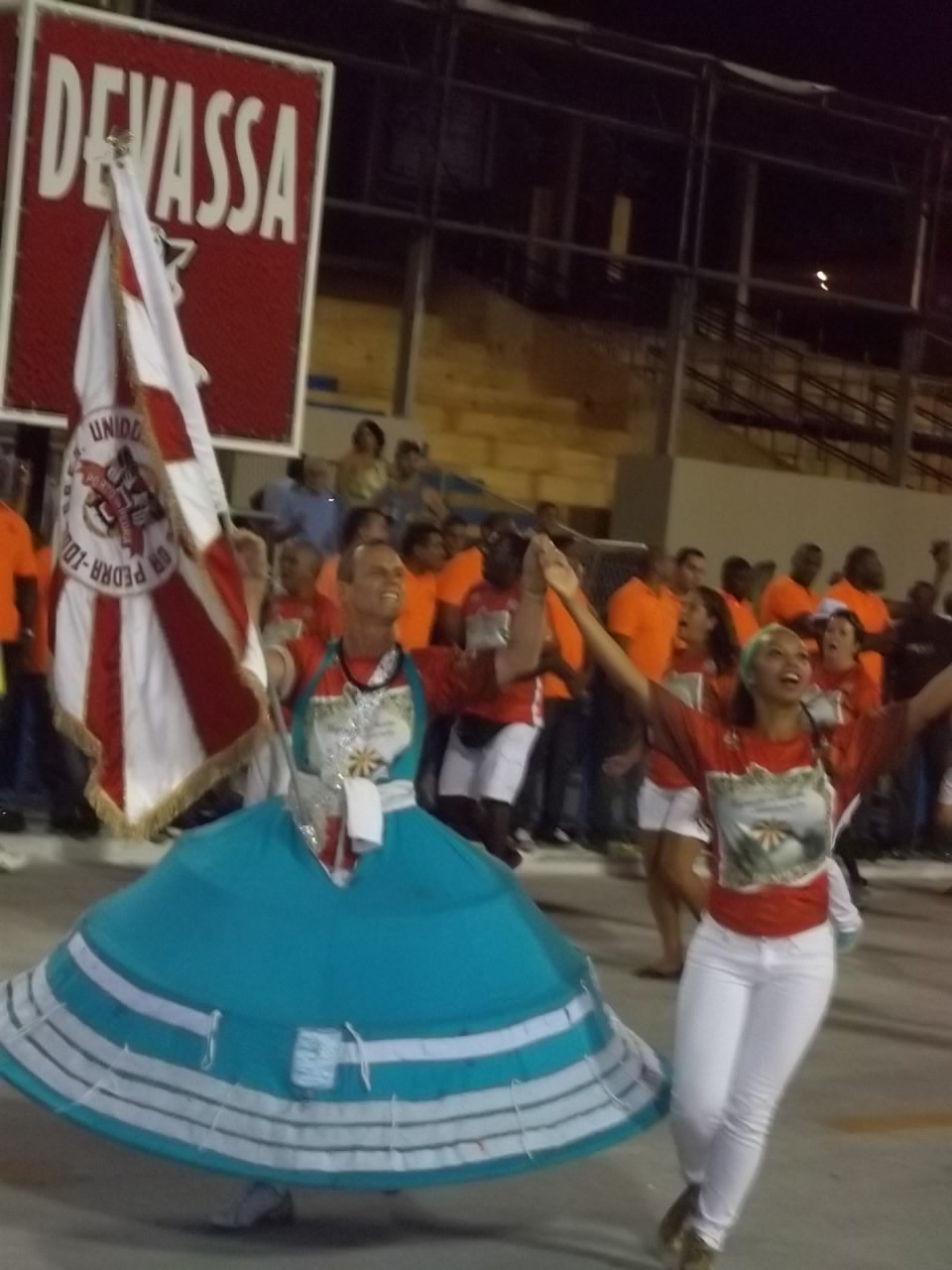
Ensayo de una escola do samba en los días previos al carnaval de Río de Janeiro.

La música creada por los afro-brasileños es una mezcla de influencias de toda la África subsahariana con elementos de la música portuguesa y, en menor grado, amerindia, que produjo una gran variedades de estilos.
La música popular brasileña está influenciada fuertemente por los ritmos africanos. Las expresiones de música afro-brasileña más conocidas son el samba, maracatu, Ijexá, coco, jongo, carimbó, lambada, maxixe, maculelê.
Como aconteció en todas partes del continente americano donde hubo esclavos africanos, la música hecha por los afrodescendientes fue inicialmente despreciada y mantenida en la marginalidad, hasta que ganó notoriedad en el inicio del siglo XX y se hizo la más popular en los días actuales.
Instrumentos usados por afro-brasileños
- Afoxé
- Agogô
- Alfaia
- Atabaque
- Berimbao
- Tambor